# Emanuel Olivera
Emanuel Olivera (Provincia de Buenos Aires, Argentina, 2 de abril de 1990) es un futbolista argentino. Juega como defensa central y actualmente milita en Independiente Santa Fe de la Categoría Primera A colombiana.

## Carrera

### Vélez Sarsfield
En 2009, Olivera integró por primera vez el plantel profesional de Vélez Sarsfield. El 12 de marzo del año siguiente debutó con el Fortín. Fue titular en la victoria por 1-0 frente a Lanús. Esa misma temporada tuvo la posibilidad de jugar frente a Racing y River Plate, entre otros.
En la temporada 2010-11, Olivera no tuvo la posibilidad de sumar minutos, pero fue parte del plantel que obtuvo el Torneo Clausura 2011.
Para las siguientes dos temporadas solo jugó 1 partido en cada una, pero volvió a ser parte del equipo campeón del Torneo Inicial 2012.

### Almirante Brown
Tras no tener mucha continuidad en el club de Liniers, Olivera llegó libre a Almirante Brown, de la Primera B Nacional. Debutó el 5 de agosto de 2013 en el empate 1-1 contra Banfield. Además, en la Fragata convirtió su primer gol: el 14 de mayo a Boca Unidos, partido que terminó 1-0.

### Boca Unidos
Llega a Boca Unidos tras su buen paso por el conjunto bonaerense. Debuta el 21 de septiembre de 2014 en la victoria por 1-0 frente a Aldosivi. En su primera temporada jugaría 7 partidos de 20.
En la siguiente temporada, además de tener más minutos, convirtió su primer gol con el Aurirrojo el 17 de junio en la victoria por 3-1 sobre Atlético Paraná.
Para la temporada 2016, Olivera jugó la mayor parte del torneo, ya que de 21 partidos, jugó 19. Tuvo un gran rendimiento, al igual que el resto del equipo, haciendo que el club correntino finalice en la cuarta posición.

### Colón
Luego de un muy buen paso por Boca Unidos, Olivera llegó a Colón, de la Primera División. Debutó el 17 de septiembre de 2016, ingresando a los 46 minutos del segundo tiempo por Raúl Iberbia, en la victoria por 1-0 sobre Talleres de Córdoba. En su segundo partido con la camiseta del Sabalero convirtió su primer gol frente a Defensa y Justicia.
En su segunda temporada no tuvo mucho rodaje, ya que solo jugó 2 partidos. Para la temporada 2018-19 cambió rotundamente, ya que jugó 20 partidos y hasta tuvo la posibilidad de debutar en competiciones internacionales el 3 de agosto por Copa Sudamericana, siendo titular en la victoria por 0-1 sobre São Paulo.
En la actual temporada fue titular la mayor parte del torneo y en la Copa Sudamericana 2019. El equipo santafesino llegó a la final del torneo continental, dónde Olivera convirtió el único gol de su equipo en lo que sería derrota por 3-1 frente a Independiente del Valle.
El 12 de enero del 2021 llegó a un acuerdo con los dirigentes del Sabalero para rescindir su contrato y poder salir libre.

### Atlético Nacional
El 14 de enero de 2021 firma contrato con Atlético Nacional de Colombia, buscando lograr títulos en  Colombia. Club donde se ha caracterizado en ser el estandarte de la zaga, rindiendo más de lo esperado, y se ha caracterizado por su enseñanza dentro del terreno de juego, donde han pasado varios compañeros de equipo siendo su compañero, Yerson Mosquera, Gerson Perea, Cristian Castro Devenish, a su vez ya consiguió el Torneo Apertura de 2022 siendo el jugador mejor calificado en este torneo, saliendo figura en 6 partidos, es una figura dentro y fuera de la cancha, aportando al equipo en el juego y en los entrenamientos. En el 2021 con el equipo de Medellín marcó 2 goles, el primero en el clásico contra América de Cali el segundo contra Alianza Petrolera, y en 2022 ya llevaba dos goles el primero contra Deportivo Pasto y el segundo contra Deportes Tolima, además hizo asistencia en el gol del título obtenido por Atlético Nacional contra Deportes Tolima gol que conseguiría finalmente Jarlan Barrera para poner el resultado final 2 - 1 a favor de Deportes Tolima Pero 4 a 3 en el global a favor de los verdolagas.

### Banfield
Durante el primer tramo del 2023, Olivera jugó en Banfield de Argentina, donde disputó 16 partidos por liga y 1 por copa.

### Junior de Barranquilla
Para el segundo semestre 2023 llega a Junior de Barranquilla después de su breve paso por Banfield.
En su primera temporada en el equipo 'Tiburón', Emanuel jugó 28 partidos y quedó campeón del Torneo Finalización 2023 de la Categoría Primera A de Colombia. En el 2024 jugó 48 partidos y convirtió 2 goles; participó de la Copa Libertadores 2024 jugando 5 partidos y disputó los 2 partidos de la Superliga de Colombia 2024.
En total, Olivera disputó un total de 76 partidos y marcó 2 goles, consiguió un título de Liga y un subtítulo de Superliga.

### Independiente Santa Fe
El 3 de enero de 2025 es anunciado oficialmente como nuevo jugador de Independiente Santa Fe como jugador libre tras finalizar su contrato con Junior.

## Estadísticas

### Clubes
| Vélez Sarsfield Argentina | 1.ª           | 2009-10       | 5   | 0 | -  | - | -  | - | 5   | 0  | 0    |
| Vélez Sarsfield Argentina | 1.ª           | 2010-11       | 0   | 0 | -  | - | 0  | 0 | 0   | 0  | 0    |
| Vélez Sarsfield Argentina | 1.ª           | 2011-12       | 1   | 0 | 1  | 0 | 0  | 0 | 2   | 0  | 0    |
| Vélez Sarsfield Argentina | 1.ª           | 2012-13       | 1   | 0 | 0  | 0 | 0  | 0 | 1   | 0  | 0    |
| Vélez Sarsfield Argentina | Total club    | Total club    | 7   | 0 | 1  | 0 | 0  | 0 | 8   | 0  | 0    |
| Almirante Brown Argentina | 2.ª           | 2013-14       | 22  | 1 | 1  | 0 | -  | - | 23  | 1  | 0.05 |
| Almirante Brown Argentina | Total club    | Total club    | 22  | 1 | 1  | 0 | 0  | 0 | 23  | 1  | 0.05 |
| Boca Unidos Argentina | 2.ª           | 2014          | 7   | 0 | 0  | 0 | -  | - | 7   | 0  | 0    |
| Boca Unidos Argentina | 2.ª           | 2015          | 24  | 2 | 0  | 0 | -  | - | 24  | 2  | 0.08 |
| Boca Unidos Argentina | 2.ª           | 2016          | 19  | 0 | 0  | 0 | -  | - | 19  | 0  | 0    |
| Boca Unidos Argentina | Total club    | Total club    | 50  | 2 | 0  | 0 | 0  | 0 | 50  | 2  | 0.08 |
| Colón Argentina | 1.ª           | 2016-17       | 12  | 1 | 1  | 0 | -  | - | 13  | 1  | 0.08 |
| Colón Argentina | 1.ª           | 2017-18       | 2   | 0 | 1  | 0 | -  | - | 10  | 0  | 0    |
| Colón Argentina | 1.ª           | 2018-19       | 20  | 0 | 6  | 0 | 7  | 0 | 33  | 0  | 0    |
| Colón Argentina | 1.ª           | 2019-20       | 19  | 0 | 9  | 0 | 7  | 1 | 35  | 1  | 0.03 |
| Colón Argentina | Total club    | Total club    | 53  | 1 | 17 | 0 | 14 | 1 | 84  | 2  | 0.06 |
| Atlético Nacional · Colombia | 1.ª           | 2021          | 37  | 2 | 6  | 0 | 9  | 0 | 52  | 2  | 0.06 |
| Atlético Nacional · Colombia | 1.ª           | 2022          | 39  | 1 | 3  | 0 | 2  | 0 | 44  | 1  | 0.03 |
| Atlético Nacional · Colombia | Total club    | Total club    | 76  | 3 | 9  | 0 | 11 | 0 | 96  | 3  | 0.04 |
| Banfield Argentina | 1.ª           | 2023          | 16  | 0 | 1  | 0 | -  | - | 17  | 0  | 0    |
| Banfield Argentina | Total club    | Total club    | 16  | 0 | 1  | 0 | 0  | 0 | 17  | 0  | 0    |
| Junior · Colombia | 1.ª           | 2023          | 26  | 0 | 2  | 0 | -  | - | 28  | 0  | 0    |
| Junior · Colombia | 1.ª           | 2024          | 39  | 2 | 4  | 0 | 5  | 0 | 48  | 2  | 0.04 |
| Junior · Colombia | Total club    | Total club    | 65  | 2 | 6  | 0 | 5  | 0 | 76  | 2  | 0.03 |
| Santa Fe · Colombia | 1.ª           | 2025          | 20  | 0 | 0  | 0 | 2  | 0 | 22  | 0  | 0    |
| Santa Fe · Colombia | Total club    | Total club    | 20  | 0 | 0  | 0 | 2  | 0 | 22  | 0  | 0    |
| Total carrera | Total carrera | Total carrera | 309 | 9 | 35 | 0 | 32 | 1 | 376 | 10 | 0.02 |
| (1) Las copas nacionales se refiere a la Copa Argentina y a la Copa de la Superliga Argentina. (2) Las copas internacionales se refiere a la Copa Libertadores y a la Copa Sudamericana. (3) Media de goles por encuentro. No incluye goles en partidos amistosos. |               |               |     |   |    |   |    |   |     |    |      |

## Palmarés

### Campeonatos nacionales
| Título        | Club              | País     | Año     |
| ------------- | ----------------- | -------- | ------- |
| Copa Colombia | Atlético Nacional | Colombia | 2021    |
| Primera A     | Atlético Nacional | Colombia | I-2022  |
| Primera A     | Junior            | Colombia | II-2023 |
| Primera A     | Santa Fe          | Colombia | I-2025  |

### Distinciones individuales
| Distinción                           | Año  |
| ------------------------------------ | ---- |
| Equipo Ideal de la Copa Sudamericana | 2019 |